# مارانت
مارانت (بالفرنسية: Marant)‏ هي بلدية تقع في إقليم باد كاليه من منطقة نور با دو كاليه في شمال فرنسا. تبلغ مساحة هذه المدينة 3.88 (كم²)، وترتفع عن سطح البحر 23 م، يبلغ عدد سكانها 73 نسمة حسب إحصاء المعهد الوطني للإحصاء والدراسات الاقتصادية سنة 2009 م. وترأس Abel Bouchard البلدية خلال فترة (2008-2014).